# Anthony Wong
Anthony Wong Chau-sang (született Anthony Perry, hagyományos kínai: 黃秋生, egyszerűsített kínai: 黄秋生, pinjin: Huáng Qiūshēng, magyaros átírásban: Huang Csiu-seng, Hongkong, 1961. szeptember 2.) hongkongi színész, forgatókönyvíró, rendező és zenész.

## Élete
Anthony Wong brit apa és kínai anya gyermeke. Apja elhagyta a családot Wong négyéves korában, akkor vette fel a fiú anyja vezetéknevét. Színészi karrierje akkor kezdődött, amikor 1982-ben csatlakozott az Asia Television Limited (ATV) képzési programjához és beiratkozott a hongkongi akadémia színészi szakára. Bár gyermekkora során megtanult egy kicsit angolul, Wongot állítása szerint külföldiként kezelték a hongkongi emberek és filmes szakemberek, mert karrierje elején kaukázusi származása nagyon nyilvánvaló volt. Később ahogy idősödött, arcvonásai egyre "kínaibbnak" tűntek.
A színész közel harminc éve a hongkongi filmipar veteránja. Tehetséges és sokoldalú színész, aki számos különböző szerepet játszott már, mégis nyugati rajongói inkább a negatív szerepeiből emlékeznek rá. Olyan filmjeivel, mint a Chow Yun-fat főszereplésével készült Fegyverek istene vagy a Full kontakt, illetve a The Heroic Trio vagy a Golden Horse Awards nyertes The Untold Story, (melyben egy olyan valóságban is létező sorozatgyilkost alakított, aki áldozataiból húsgombócokat készített) a sztárságig vitték Wongot. Egy interjújában azt állította, vegyes származása miatt bűnöző szerepekre skatulyázták be a hongkongi filmiparban dúló rasszizmusnak köszönhetően.
1994-ben újabb nagy sikert hozott számára a Rock ’n’ Roll Cop (Saang Gong yat ho tung chap faan) című akció dráma, majd a Young and Dangerous. 1995-ben debütált rendezőként a The New Tenant című filmmel, majd '96-ban rendezett még egy filmet Top Banana Club címen. Ezután kisebb szerepeket kapott a több díjat nyert Szigorúan piszkos ügyek trilógiában, majd Jackie Chan A medál című filmjében. 2006-ban a The Painted Veil-ben játszott, majd 2008-ban újabb negatív szerepet kapott A múmia: A Sárkánycsászár sírja című nagy sikerű mozifilmben, mint Yang tábornok.
Színészi karrierje mellett Anthony Wong egy hongkongi punk-rock együttes énekese is.

## Diszkográfia
- 新房客電影原聲大碟 (1995)
- 支離疏 (1996)
- 獨立代表作精選 (1996)
- 地踎搖滾 (1996)
- Bad Taste... But I Smell Good (2002)

## Filmográfia
- My Name Ain't Suzie (1985)
- The Final Judgement  (1989)
- No Risk, No Gain (1990)
- Dancing Bull (1990)
- When Fortune Smiles (1990)
- The Big Score (1990)
- The Set Up (1990)
- An Eternal Combat (1991)
- Casino Raiders II (1991)
- Erotic Ghost Story II (1991)
- Don't Fool Me (1991)
- Angel-Hunter (1992)
- Hero Of The Beggars (1992)
- Now You See Love, Now You Don't (1992)
- Her Fatal Ways 3 (1992)
- Full kontakt (1992)
- Fegyverek istene (1992)
- What A Hero! (1992)
- The Invincible Constable (1993)
- The Untold Story (1993)
- A Moment of Romance II (1993)
- The Heroic Trio (1993)
- Taxi Hunter (1993)
- Retribution Sight Unseen aka. Three Days of a Blind Girl (1993)
- Madam City Hunter (1993)
- Love To Kill (1993)
- Executioners (1993)
- Lamb Killer (1993)
- Master Wong VS Master Wong (1993)
- Fight Back to School III (1993)
- Legal Innocence (1993)
- Daughter of Darkness (1993)
- Tigers - The Legend Of Canton (1993)
- The Mad Monk (1993)
- The Underground Banker (1993)
- Organized Crime & Triad Bureau (1994)
- Brother of Darkness (1994)
- Rock N’Roll Cop (1994)
- Bomb Disposal Officer: Baby Bomb (1994)
- Awakening (1994)
- Cop Image (1994)
- A Gleam of Hope (1994)
- Now You See Me Now You Don't (1994)
- Land of Treasure (1995)
- New Tenant (1995)
- Our Neighbour Detective (1995)
- Highway Man (1995)
- The Day that Doesn't Exist (1995)
- Husbands & wives (1995)
- Another Chinese Cop (1996)
- Young and Dangerous 2 (1996)
- Young and Dangerous 3 (1996)
- Top Banana Club (1996)
- Ebola Syndrome (1996)
- Young and Dangerous (1996)
- Big Bullet (1996)
- Mongkok Story (1996)
- Out of the Blur (1996)
- Black Mask (1996)
- Viva Erotica (1996)
- Clan of Amazons (1996)
- Armageddon (1997)
- Young and Dangerous 4 (1997)
- Midnight Zone (1997)
- Jail in Burning Island (1997)
- Teaching Sucks! (1997)
- Option Zero (1997)
- Beast Cops (1998)
- Young and Dangerous V (1998)
- The Group (1998)
- The Demon's Baby (1998)
- Haunted Mansion (1998)
- Rape Trap (1998)
- GOD.COM (1998)
- Mr. Wai-go (1998)
- The Storm Riders (1998)
- The Untold Story 2 (1998)
- Metade Fumaca (1999)
- Heaven of Hope (1999)
- Deadly Camp (1999)
- A Lamb in Despair (1999)
- The Legendary 'Tai Fei' (1999)
- Fascination Amour (1999)
- Raped by an Angel 4: The Raper's Union (1999)
- Ordinary Heroes (1999)
- A Man Called Hero (1999)
- Erotic Nightmare (1999)
- The King of Debt Collecting Agent (1999)
- The Mission (1999)
- Century of the Dragon (1999)
- Ungrateful Tink (1999)
- The Kingdom of Mob (1999)
- Those Were the Days... (2000)
- Phantom Call (2000)
- Baroness (2000)
- Violent Cop (2000)
- Fist Power (2000)
- Queenie & King the Lovers (2000)
- Evil Fade (2000)
- Home for a Villain (2000)
- Hong Kong History X (2000)
- When a Man Loves a Woman (2000)
- Ransom Express (2000)
- Végső leszámolás (2000)
- Jiang Hu - The Triad Zone (2000)
- X-Cop Girls (2000)
- Take Top (2000)
- Bloody Secret (2000)
- Ghost Meets You (2000)
- Gen-Y Cops (2000)
- Story of Prostitutes (2000)
- Return to Dark (2000)
- Let It Be (2000)
- United We Stand, And Swim (2001)
- Runaway (2001)
- Thou Shall Not Commit (2001)
- City of Desire (2001)
- My life as McDull (2001)
- The Legend of a Professional (2001)
- Special Strike (2001)
- Visible Secret (2001)
- Fighting to Survive (2002)
- U-Man (2002)
- Princess D (2002)
- Just One Look (2002)
- Szigorúan piszkos ügyek (2002)
- Cat and Mouse (2003)
- Diva Ah Hey (2003)
- Colour of the Truth (2003)
- Jackie Chan: Iker hatás (2003)
- A medál (2003)
- Fu bo (2003)
- Szigorúan piszkos ügyek 2. (2003)
- Szigorúan piszkos ügyek 3. (2003)
- Golden Chicken 2 (2003)
- Magic Kitchen (2004)
- 20: 30: 40 (2004)
- McDull, Prince de la Bun (2004) (csak hang)
- A-1 Headline (2004)
- Slim Till Dead (2005)
- House of Fury (2005)
- 2 Young (2005)
- Demoniac Flash (2005)
- Initial D (2005)
- Mob Sister (2005)
- All About Love (2005)
- Eight Heroes (2006)
- Fox Volant of the Snowy Mountain (2006)
- McDull, The Alumni (2006)
- Száműzöttek (2006)
- On the Edge (2006)
- The Painted Veil  (2006)
- Isabella (2006)
- Bullet and Brain(2007)
- Mr.Cinema (老港正传）(2007)
- Secret (2007)
- Dancing Lion (2007)
- Sweet Revenge (2007)
- Simply Actors (2007)
- The Sun Also Rises (2007)
- The Legend of the Condor Heroes (2008)
- A múmia: A Sárkánycsászár sírja (2008)
- True Women for Sale (2008)
- The Underdog Knight (2008)
- Plastic City (2008)
- Vengeance (2009)
- Turning Point (2009)
- I Corrupt All Cops (2009)
- McDull, Kung Fu Kindergarten (2009)
- The Legend of Chen Zhen (2010)
- Abduction (2010)
- Jessica Caught on Tape (2010)
- Emmanuelle (2024)

## Díjak, jelölések
| Év   | Díj                                    | Kategória                    | Cím                                   | Eredmény |
| ---- | -------------------------------------- | ---------------------------- | ------------------------------------- | -------- |
| 1987 | Hong Kong Film Awards                  | Legjobb új színész           | Kiss Me Goodbye                       | Jelölve  |
| 1993 | Hong Kong Film Awards                  | Legjobb férfi mellékszereplő | Love: Now You See It... Now You Don't | Jelölve  |
| 1994 | Hong Kong Film Awards                  | Legjobb színész              | The Untold Story                      | Elnyerte |
| 1994 | Hong Kong Film Awards                  | Legjobb férfi mellékszereplő | Legal Innocence                       | Jelölve  |
| 1996 | Hong Kong Film Awards                  | Legjobb férfi mellékszereplő | Young and Dangerous 3                 | Jelölve  |
| 1999 | Hong Kong Film Awards                  | Legjobb színész              | Beast Cops                            | Elnyerte |
| 1999 | Hong Kong Film Critics Society Awards  | Legjobb színész              | Beast Cops                            | Elnyerte |
| 1999 | Golden Bauhinia Awards                 | Legjobb színész              | Beast Cops                            | Elnyerte |
| 2000 | Hong Kong Film Awards                  | Legjobb színész              | Ordinary Heroes                       | Jelölve  |
| 2002 | Golden Horse Awards                    | Legjobb férfi mellékszereplő | Princess-D                            | Elnyerte |
| 2002 | Changchung Film Festival - Golden Deer | Legjobb férfi mellékszereplő | Princess-D                            | Elnyerte |
| 2003 | Hong Kong Film Awards                  | Legjobb férfi mellékszereplő | Just One Look                         | Jelölve  |
| 2003 | Hong Kong Film Awards                  | Legjobb férfi mellékszereplő | Princess-D                            | Jelölve  |
| 2003 | Hong Kong Film Awards                  | Legjobb férfi mellékszereplő | Szigorúan piszkos ügyek               | Elnyerte |
| 2003 | Golden Horse Awards                    | Legjobb férfi mellékszereplő | Szigorúan piszkos ügyek               | Elnyerte |
| 2003 | Hong Kong Film Critics Society Awards  | Legjobb színész              | Szigorúan piszkos ügyek               | Elnyerte |
| 2003 | Golden Bauhinia Awards                 | Legjobb férfi mellékszereplő | Szigorúan piszkos ügyek               | Elnyerte |
| 2005 | Golden Horse Awards                    | Legjobb férfi mellékszereplő | Initial D                             | Elnyerte |
| 2005 | Ázsiai–csendes-óceáni filmfesztivál    | Legjobb férfi mellékszerplő  | Initial D                             | Elnyerte |
| 2005 | Chlotrudis Awards                      | Legjobb férfi mellékszereplő | Szigorúan piszkos ügyek               | Jelölve  |
| 2006 | Hong Kong Film Awards                  | Legjobb férfi mellékszereplő | Initial D                             | Elnyerte |